# ロンドン・エレクトリシティ
ロンドン・エレクトリシティ（London Elektricity）は、イギリス・ロンドンを拠点に活動する、トニー・コールマンのソロ・プロジェクトである。ジャズ、ファンク、ソウル・ミュージック、ブレイクビーツなどの幅広い音楽を取り入れているが、特にドラムンベースの先駆け的な存在として知られている。

## 歴史
ロンドン・エレクトリシティはトニー・コールマンとクリス・ゴスのふたりからはじまった。コールマンとゴスのふたりはロンドン・エレクトリシティが所属するホスピタル・レコードというレーベルの創立者である。
1999年にホスピタル・レコードからデビュー・アルバムの「プル・ザ・プラグ」が発売された。ダブル・ベース、エレキ・ギター、ブラス・セクション、フルート、弦楽器などの生音が使用され、ジャズシンガーのリアン・キャロルが2曲でボーカルを務めている。本質的にはスタジオワークであり、トニー・コールマンとクリス・ゴスの共同制作である。
2002年にはゴスがホスピタル・レコードの経営に集中するためにグループを離脱し、コールマンのソロプロジェクトに変化した。2003年には3作目の「ビリオン・ダラー・グレイヴィ」が発売された。アルバム製作過程で関わった「アンディ・ウォーターワース」、「ランドスライド」、「MC ウレック」、「ジャングル・ドラマー」、「リアン・キャロル」、「ロバート・オーウェンズ」などのセッション・ミュージシャンを巻き込んでバンド形態でライブを行った。2004年には「ライブ・グレイヴィ」というタイトルのライブDVDが発売された。
2005年に5作目「パワーバラッズ」を発売。今作はアルバム自体をライブバンドと同じ編成で制作しており、これまで以上に生音やボーカルを多用したアルバムに仕上がっている。今作は評価され、リアン・キャロルはBBCのジャズアワード2005の最優秀賞を受賞し、ソロジャズシンガーとしてのキャリアを追及することになった。2006年にはライブに関わったアーティストと一緒に作った5作目の「メディカル・ヒストリー」が発売された。レーベルのポッドキャストが開始され、ホスピタル・レコードと契約したロジスティクスなどの特別ゲストも巻き込んで行われている。2008年9月に6作目の「シンコペイト・シティ」が発売された。
2011年4月には7作目「ヤイクス！」が発売。日本版には「METEORITES」を元にAMWEを迎えて制作された「ロンドンは夜8時 (LON 8PM ⇄ TYO 4AM)」が収録されており、非常に好評を得てこの曲のみを題材としたリミックス集が配信されるまでに至る。

## 影響
Myspaceの公式ページによるとトニー・コールマンは影響を受けたアーティストとしてトーキング・ヘッズ、フェラ・クティ、クラフトワーク、ブライアン・イーノ、レッド・ツェッペリンやその他多数を挙げており、影響を受けたジャンルとしてジャズ、ソウル・ミュージック、ラテン・ミュージック、ダブ、ロック、パンクを挙げている。彼の曲の中でも「Rewind」、「Attack Ships on Fire」、「South Eastern Dream」、「Do You Believe」、「Main Ingredient」、「Remember the Future」、「Round the Corner」、「Song in the Key of Knife」などでそれが顕著である。

## ディスコグラフィー

### スタジオアルバム
- プル・ザ・プラグ - Pull the Plug（1999年）
- ザ・ウェイティング・ルーム - The Waiting Room（2002年）
- ビリオン・ダラー・グレイヴィ - Billion Dollar Gravy（2003年）
- パワー・バラッズ - Power Ballads（2005年）
- メディカル・ヒストリー - Medical History（2006年）
- シンコペイト・シティ - Syncopated City（2008年）
- ヤイクス！ - Yikes!（2011年）

### ライブアルバム
- ライブ・グレイヴィ - Live Gravy（2004年）
- ライブ・アット・ザ・スカラ - Live at the Scala（2006年）

### ベストアルバム
- ベスト・オブ・ロンドン・エレクトリシティ - The Best of London Elektricity（2007年）

### DVD
- Live Gravy（2004年）
- Live at the Scala（2006年）

## その他のジャンル
「メディカル・ヒストリー」や「アウト・ペイシェンツ」（コンピレーションアルバム）のようなアルバムでは、アシッド・ジャズやブレイクビーツなどのジャンルを取り入れており、Incurable、Round the Corner (Acid Jazz Version)、Theme from the Land Sanction、The Land that Time Forgotなどの曲でその傾向が見られる。

## その他のプロジェクト
いくつかのサイドプロジェクトを立ち上げており、たいていはホスピタル・レコードから、時にはその他のレーベルから発表している。アシッド・ジャズグループの「Izit」やハウス・ミュージックグループの「Future Homosapiens」などがそうである。トニー・コールマンとクリス・ゴスのふたりは「Peter Nice Trio」や「Dwarf Electro」のメンバーでもある。